# Фундул-Галбеней
Фундул-Галбеней (рум. Fundul Galbenei) — село у Гинчештському районі Молдови. Утворює окрему комуну.

## Населення
За даними перепису населення 2004 року у селі проживали 2507 осіб.
Національний склад населення села:
| Національність   | Кількість осіб | Відсоток   |
| ---------------- | -------------- | ---------- |
| молдавани румуни | 2485 4         | 99,1% 0,2% |
| росіяни          | 12             | 0,5%       |
| поляки           | 3              | 0,1%       |
| болгари          | 2              | 0,1%       |
| українці         | 1              | < 0,1%     |
| Всього           | 2507           | 100%       |